# Соболєв Микола Юрійович
Сóболєв Микола Юрійович  — російський відеоблогер і співак, один із засновників проектів Rakamakafo та Ready Steady Go. Автор і ведучий каналу SOBOLEV (раніше — «Життя Ютуб»), на якому розповідає про актуальні суспільні події.

## Біографія та кар'єра
Микола Соболєв народився 18 червня 1993 року в Санкт-Петербурзі. Закінчив факультет економіки і менеджменту Санкт-Петербурзького політехнічного університету.

## Громадянська позиція
6 липня 2018 року Соболєв випустив відеоролик із рекламою московського парку Горького, який у своїй передвиборчій програмі використав мер Сергій Собянін. Сам Соболєв стверджував, що не знав, його відео буде використано з такою метою. 
Підтримав протести в Білорусі, знявши кілька негативних сюжетів про Лукашенка.
Після вторгнення Росії в Україну у 2022 році Соболєв фільмував відео на політичну тематику. Його висловлювання не вписувалися ані в ліберально-опозиційний порядок денний, ані в офіційну риторику російської пропаганди. 3 лютого 2023 року Міністерство юстиції РФ внесло його до реєстру «іноземних агентів». 15 березня 2024 року Соболєва було виключено з реєстру «у зв'язку зі втратою ознак іноземного агента».